# Lake Alpine (Californie)
Pour les articles homonymes, voir Alpine.
Lake Alpine est une communauté incorporée du comté d'Alpine, en Californie.

## Géographie
Lake Alpine est situé sur la berge nord du Lake Alpine, dans la CDP de Bear Valley. Elle est localisée sur le méridien de Mount Diablo (en).
On peut accéder à Lake Alpine par la California State Route 4 (en) et la communauté est à environ 3,2 km à l'est de Bear Valley. À l'ouest se situe la CDP d'Arnold, et à l'est, la CDP de Markleeville.

## Histoire
Un bureau de poste y est construit en 1927, mais ferme en 1972.

## Tourisme
Une aire de 73 ha autour du lac de réservoir Alpine à Lake Alpine est utilisée comme aire de récréation par la forêt nationale de Stanislaus. La communauté est desservie par le district de gardes forestiers de Calaveras. On y retrouve un camping payant, une rampe de mise à l'eau, une aire de repos avec tables à pique-nique, un stationnement payant et des toilettes publiques, entre autres.
L'hiver, des activités sont organisées au lac, par le Lake Alpine SNO-Park, comme la motoneige, le ski de fond ou la raquette.